# Arnoltice
Arnoltice (Tedesco: Arnsdorf) è un comune della Repubblica Ceca facente parte del distretto di Děčín, nella regione di Ústí nad Labem.
Il comune si estende su una superficie di 5,5 km² (2,14 mi²) e ha una popolazione di 353 (aggiornato al 2011).
Arnoltice si trova a circa 9,7 km (6 mi) a nord-est di Děčín, 26 km (16 mi) a nord-est di Ústí nad Labem e 84 km (52 mi) a nord di Praga.